# 蘇我馬子

蘇我氏略系図（ 各人物記事へのリンク表示）

蘇我 馬子（そが の うまこ、欽明天皇12年?〈551年〉 - 推古天皇34年5月20日〈626年6月19日〉）は、飛鳥時代の政治家、貴族。邸宅に島を浮かべた池があったことから嶋大臣とも呼ばれた。
敏達朝で大臣に就き、 以降、用明天皇、崇峻天皇、推古天皇の4代に仕えて、54年にわたり権勢を振るい、蘇我氏の全盛時代を築いた。

## 生涯
以下は『日本書紀』『古事記』の記述によるものである。
敏達天皇元年（572年）の敏達天皇の即位時に大臣となる。
敏達天皇13年（584年）百済から来た鹿深臣が石像一体、佐伯連が仏像一体を持っていた。それを馬子が請うてもらい受け、司馬達等と池邊氷田を派遣して修行者を探させたところ、播磨国（一説によると赤穂郡矢野庄）で高句麗の恵便という還俗者を見つけ出した。馬子はこれを師として、司馬達等の娘の嶋を得度させて尼とし善信尼となし、更に善信尼を導師として禅蔵尼、恵善尼を得度させた。馬子は仏法に帰依し、三人の尼を敬った。馬子は石川宅に仏殿を造り、仏法を広めた。
敏達天皇14年2月（585年）、馬子は病になり、卜者に占わせたところ「父の稲目のときに仏像が破棄された祟りである」と言われた。馬子は敏達天皇に奏上して仏法を祀る許可を得た。ところがこの頃、疫病がはやり多くの死者を出した。3月、排仏派の物部守屋と中臣勝海が「蕃神を信奉したために疫病が起きた」と奏上し、敏達天皇は仏法を止めるよう詔した。守屋は寺に向かい、仏殿を破壊し、仏像を難波の堀江に投げ込ませた。守屋は馬子ら仏教信者を罵倒し、三人の尼僧を差し出すよう命じた。馬子は尼僧を差し出し、守屋は全裸にして縛り上げ、尻を鞭打った。しかし、疫病は治まらず敏達天皇も守屋も病気になった。人々は「仏像を焼いた罪である」と言った。
同年6月、馬子は病気が治らず、奏上して仏法を祀る許可を求めた。敏達天皇は馬子に対してのみ許可し、三人の尼僧を返した。馬子は三人の尼僧を拝み、新たに寺を造り、仏像を迎えて供養した。
同年8月、敏達天皇が崩御した。葬儀を行う殯宮で馬子と守屋は互いに罵倒した。
- 守屋「（長い刀を差して弔辞を読む小柄な馬子へ）まるで矢に射られた雀のようだ」
- 馬子「（緊張で体を震わせながら弔辞を読む守屋へ）鈴を付けたらさぞ面白かろう」

橘豊日皇子（欽明天皇の皇子、母は馬子の姉の堅塩媛）が即位し、用明天皇となる。用明天皇の異母弟の穴穂部皇子は皇位に就きたがっており、不満を抱いた。穴穂部皇子は守屋と結び、先帝・敏達天皇の寵臣三輪逆を殺害させた。
用明天皇2年4月（587年）、用明天皇は病になり、三宝（仏法）を信仰することを欲し群臣に諮った。守屋と中臣勝海は反対したが、馬子は詔を奉ずべきとして、穴穂部皇子に僧の豊国をつれて来させた。守屋は怒ったが、群臣の多くが馬子の味方であることを知り、河内国へ退いた。
程なく用明天皇が崩御した。守屋は穴穂部皇子を皇位につけようとしたが、同年6月、馬子が先手を打ち炊屋姫（敏達天皇の后）を奉じて穴穂部皇子を殺害した。同年7月、馬子は群臣に諮り守屋を滅ぼすことを決め、諸皇子、諸豪族の大軍を挙兵した。馬子軍は河内国渋川郡の守屋の居所を攻めるが軍事氏族の物部氏の兵は精強で稲城を築いて頑強に抵抗し、馬子軍を三度撃退した。厩戸皇子（聖徳太子）が四天王像を彫り戦勝祈願し、馬子も寺塔を建立し、仏法を広めることを誓った。馬子軍は奮起して攻勢をかけ、迹見赤檮が守屋を射殺し、馬子は勝利した。
同年8月、馬子は泊瀬部皇子を即位させ、崇峻天皇とした。炊屋姫は皇太后となった。
崇峻天皇元年（588年）馬子は善信尼らを百済へ留学させた。
588年に飛鳥寺が建立された。このとき、福岡には既に千如寺があったとされ、仏教は全く馴染まれていないものではなかった。
589年に、崇峻天皇は東山道・東海道・北陸道に使者を派遣して、蝦夷国境、海浜国境、越国境を観させた。中国では隋が中国を統一したため、難民が発生していた可能性がある。
崇峻天皇4年（591年）崇峻天皇は群臣と諮り、任那の失地回復のため2万の軍を筑紫へ派遣し、使者を新羅へ送った。
崇峻は、欽明や敏達、用明のように、磯城嶋や磐余といった倭王権成立以来の伝統的な地ではなく、倉梯という山間部に宮を造営し、蘇我氏やマヘツキミ層と距離を取った。そして、崇峻と蘇我馬子・蘇我氏やマヘツキミ層は、いくつかの問題で分裂を招いてしまった。
1つ目の齟齬は、崇峻が大伴糠手の娘・大伴小手子との間に蜂子皇子をもうけたことである。後日談の中で、「蘇我嬪・河上娘」の名が見えるが、彼女が后妃記事に見えないのは、崇峻の皇子女を産んでいないか、正式な妃でなかったか、実在の人物でなかったという可能性がある。いずれにせよ、崇峻の主要な后妃が大伴小手子であったのは確かである。大王家とのミウチ的結合を第一の権力の基盤としていた蘇我氏にとって、崇峻が大伴氏の娘と結婚したことは危機であった。蜂子皇子が皇位を継承すれば、蘇我氏は外戚の地位を確保できなくなり、大王家の嫡流が崇峻系に移ってしまう可能性があった。
2つ目の齟齬は、588年に飛鳥寺が建立されたことである。物部守屋が亡くなったとはいえ、いまだ仏教が全面的に受容されているとは言い難いこの時期の本格的な大伽藍寺院の建立には、賛同しない勢力も当然ながら存在したはずであり、その1人が崇峻であった可能性がある。『日本書紀』には、崇峻と仏教との関わりを示す記事は存在しない。
3つ目の齟齬は、589年に崇峻が東山道・東海道・北陸道に使者を派遣して、蝦夷国境、海浜国境、越国境を観させたという政策である。これが国造国の境界の画定を伴うものであることから、国造制の誕生を東国にもたらした契機であり、地方支配の1つの画期であったと考えられる。倭王権による地方支配が進展すれば、それを快く思わない勢力が存在したことも推察できる。
4つ目の齟齬は、591年の任那復興軍の派遣である。『日本書紀』によれば、崇峻自らが発議し、マヘツキミ層がそれに同意して、「二万余」の兵が筑紫に出陣し、新羅を問責する使者が発遣された。崇峻としてみれば、欽明以来の悲願を自分の代に一気に解決しようとしたのであろうが、隋の中国統一という国際情勢の中では時代にそぐわない政策であり、これに反対する勢力も存在したと考えられる。
崇峻天皇5年10月（592年）、天皇へ猪が献上された際に、崇峻は猪を指して「いつか猪の首を切るように、朕が憎いと思う者を斬りたいものだ」と発言し、多数の兵を召集した。馬子は崇峻天皇の発言を知り、天皇が自分を嫌っていると考え、天皇を殺害することを決意する。同年11月、馬子は東国から調があると偽って、東漢駒に崇峻天皇を殺害させた。その後、東漢駒は馬子の娘の河上娘を奪って妻とした。怒った馬子は東漢駒を殺害させた。
崇峻天皇が支配者層全体の利害を体現できず、大臣・蘇我馬子や前大后・豊御食炊屋姫尊との対立が顕在化したとき、権力基盤の弱い天皇が支配者層の同意の下で殺害されるというのは、十分に起こりうる事態であった。しかもその要因は、后妃問題、宗教政策、地方支配、対外戦争も含めた外交問題のいずれか、もしくは全てであり、王権の存立の根幹に関わる問題であった可能性が高い。
馬子は皇太后であった炊屋姫を即位させ、初の女帝である推古天皇とした。厩戸皇子（聖徳太子）が皇太子に立てられ、摂政となった。馬子は聖徳太子と合議して政治運営し、仏教を奨励し、冠位十二階や十七条憲法を定めて中央集権化を進め、遣隋使を派遣して隋の社会制度や学問を輸入した。
推古天皇4年（596年）馬子は蘇我氏の氏寺である飛鳥寺を建立した。
推古天皇18年（610年）に新羅使が小墾田宮で拝謁の儀を行った際には、庭中において大伴咋・蘇我蝦夷・坂本糠手・阿倍鳥という「四の大夫」が使の旨を聞いて馬子に啓上しており、有力氏族から代表を1人出すというマヘツキミ制の原則を破り、蘇我氏は大臣と大夫を各1人出すという、他の氏族とは異なる地位を獲得したことになる。なお、馬子はこのとき政庁の前に立ち啓上を聴き、新羅使に物を下賜しており、馬子が外交を掌握している様子が窺える事例である。
推古天皇20年（612年）堅塩媛を欽明天皇陵に合葬する儀式を行った。安閑・宣化と欽明の勢力を統一した石姫皇女ではなく、堅塩媛が欽明陵に合葬されたのは、倭王権の正統性を、蘇我氏と欽明との結合に求めるという、推古及び馬子の認識を、象徴的かつ可視的に、しかも大規模にしめしたものであった。堅塩媛は「皇太夫人」と尊称され、諸皇子、群臣が誄したが、その順番は推古→諸皇子→馬子→蘇我系諸氏族であり、現時点の王権の序列を可視的に示し、欽明と稲目に始まる王権の再確認を行った。
推古天皇28年（620年）聖徳太子と共に「天皇記」「国記」「臣連伴造国造百八十部并公民等本記」を記す。
推古天皇30年（622年）聖徳太子が死去した。馬子は聖徳太子と協調した一方、聖徳太子の進めた天皇権力の強化を警戒していた。
推古天皇31年（623年）新羅の調を催促するため馬子は境部雄摩侶を大将軍とする数万の軍を派遣した。新羅は戦わずに朝貢した。
推古天皇32年（624年）馬子は元は蘇我氏の本居で皇室の領地となっていた葛城県（円大臣が雄略天皇に滅ぼされた際に献上した「葛城の五村」「葛城の宅七区」のことであると考えられるが、蘇我稲目の代にはその経営権、管理権は蘇我氏が掌握していたと考えられる）の割譲を推古天皇に要求したが、推古天皇に「自分は蘇我氏の出で、大臣は叔父だから大臣の要求は何でも聞いたが、これだけは聞き入れられない」と拒否された。
推古天皇34年（626年）馬子は死去した。
馬子の葬られた桃原墓は、奈良県明日香村島之庄の石舞台古墳だとする説が有力である。 また、同古墳の西数百mの位置にある島庄遺跡について、邸宅の一部だったとする説がある。その北側の水田では、一辺42mの方形地が発見されているが、それが「庭中の小池」と関連するという説がある。

## 近年の定説
馬子の人物については『古事記』『日本書紀』の記述に負うところが大きいが、いずれも後年藤原氏が権力を握ってから編纂されたもので、のちに藤原氏となる中臣氏が栄達する契機となった乙巳の変で蘇我氏を滅ぼした正当性を高める目的で、記紀に登場する蘇我氏は皇室乗っ取りを目論む横暴な豪族として悪事ばかりが強調されているのではないかという説がある。馬子の墓に比定されている石舞台古墳の封土が剥がされ、墓が暴かれたのは、蘇我氏に対する懲罰ではなかったかとする説が有力であったが、反論もある。
推古天皇の時代に於ける冠位十二階制度や十七条憲法の創設、遣隋使派遣といった国内政治および政治外交などの大きな事績を無視するわけにいかず、これらを中心となって主導した馬子の功績を皇族である厩戸皇子（聖徳太子）が行ったものと記し、馬子を太子の政敵に位置づけたとする説があり、この説から、「聖徳太子はいなかった」説、「聖徳太子＝蘇我馬子」説も提唱されている。
また、専横著しい蘇我氏を排除したとされる大化の改新についても、近年事実関係が異なるのではないかという説が提唱されており、馬子の子と孫である蘇我蝦夷・蘇我入鹿親子は後に実現する律令体制への移行を推し進め、外交面では朝鮮半島への派兵計画に反対していたが、天皇即位を目論んでいた軽皇子は乙巳の変で入鹿を殺害し、蝦夷を自殺に追い込み、直後に孝徳天皇として即位した。その後、百済支援を名目とした朝鮮半島への武力介入を強行したものの白村江の戦いに大敗し、唐、新羅との対立が深まる結果となった（乙巳の変#反動クーデター説）。その後、天智天皇として即位した中大兄皇子により唐との外交関係の修復や太宰府の強化による国防計画、近江大津宮への遷都が試みられたものの国内の不満は収まらず、その死後に壬申の乱を招く結果となっている。
奈良県明日香村において、蘇我入鹿邸跡とみられる遺構が発掘されているが、日本書紀に記されているように入鹿が「上の宮門（みかど）」「谷の宮門」と呼称してあたかも天皇のごとく振る舞った根拠とされる遺跡からは武器庫や武器が発見されており、さながら軍事要塞の体を成していたことが確認されている。
このことから入鹿が唐の侵略を警戒し、外交による解決を図るとともに有事の際に皇室を護る備えをしていたのではないかとする、日本書紀の記述とは大きな隔たりがある仮説が立てられている。また、改新の詔の内容については藤原京から出土した木簡により文書が奈良時代に書き換えられたものと決着した。このように遺跡発掘による科学調査が進むにつれて、日本書紀の記述に疑いが生じ、蘇我氏専横についても信憑性に疑いが生じている。

## 伝説
兵庫県相生市小河には宇麻志神社（うましじんじゃ）という神社があり、今の祭神は宇摩志阿斯訶備比古遅神であるが、明治維新以前は「馬子宮」と呼ばれ蘇我馬子を祀っていたとされる。
伝説によれば、蘇我馬子が相生に来て死んでしまい、その従者の将監光庵はその地名により小河を姓名とし、馬子の為に菩提を弔い、剃髪して庵を結び、光庵禅師を名乗り、子孫代々光庵を名乗ったという。

## 系譜
父は蘇我稲目。 姉妹に蘇我堅塩媛（欽明天皇妃、記・紀）、蘇我小姉君（欽明天皇妃、紀。『古事記』では「小兄比売」は堅塩媛のおばとされる）。
妻は『日本書紀』では物部弓削大連（物部守屋）の妹、『紀氏家牒』・『石上振神宮略抄』神主布留宿禰系譜料では物部守屋妹の「太媛」、『先代旧事本紀』天孫本紀では物部鎌足姫大刀自（父は物部守屋の異母弟石上贄古大連、母は物部守屋同母妹の布都姫）とある。「物部鎌足姫大刀自」は崇峻天皇が殺害された後に生まれているため、蘇我馬子の妻となることは世代的に無理であることから、太媛を妻とするのが正しいと考えられる。
子に蘇我善徳、蘇我倉麻呂、蘇我蝦夷。蘇我入鹿、蘇我倉山田石川麻呂は孫。また、娘に河上娘（崇峻天皇妃）、法提郎女（田村皇子妃）、刀自古郎女（聖徳太子妃）など、外戚となって権力をふるった。

## 時代背景
- 中国は南北朝時代（魏晋南北朝時代）の末頃で、陳の呉郡の郡都（現蘇州市）が栄えていた。
- 蘇我氏は587年7月、丁未の乱で、大連の物部守屋を滅ぼした。
- 『日本書紀』によれば、蘇我馬子は588年（崇峻天皇元年）、飛鳥寺建立のため、百済から日本に僧と技術者（寺工、鑢盤博士、瓦博士、画工）を招聘した。
- 百済は589年、楊堅の中国統一により成立した隋の影響を受け、いちはやく隋との関係構築に努めた（ただ、そのことで隋と敵対する高句麗との紛争が起きた）。
- 589年、中国の蘇州にも隋の侵攻と民衆の反乱があり、難民が生じた。また楊堅は人々を徴発して京杭大運河を建設した。

## 蘇我馬子を描いた作品

### 小説
- 『紅蓮の女王 推古女帝』（黒岩重吾、光文社、1978年）
- 『聖徳太子 日と影の王子』（黒岩重吾、文藝春秋、1987年）
- 『磐舟の光芒 物部守屋と蘇我馬子』（黒岩重吾、講談社、1993年）
- 『斑鳩王の慟哭』（黒岩重吾、中央公論社、1995年）